# Д’Авиньон, Робин
Робин Д’Авиньон (Robyn d’Avignon) — американский историк и антрополог Западной Африки, с географической специализацией по Сенегалу, Гвинее и Мали. Её интересуют история науки и окружающей среды, формирование этики и государства. Доктор философии, ассоциированный профессор Нью-Йоркского университета, где преподает историю Африки. Лауреат Abbott Payson Usher Prize (2021), а также Julian Stewart Award и President’s Book Award of the Social Science History Association (обе последние — 2023).
Докторскую степень получила в 2016 по программе антропологии и истории в Мичиганском университете. С того же года ассистент-профессор Нью-Йоркского университета.
В 2020 году приглашенный ученый в Высшей нормальной школе в Париже, а в 2018—2018 годах — феллоу Центра африканских и афроамериканских исследований Хатчинса в Гарвардском университете.
На протяжении почти 20 лет, с перерывами, жила и работала в Кедугу.
Первая книга — A Ritual Geology: Gold and Subterranean Knowledge in Savanna West Africa (Duke University Press, 2022) {Рец., }. Это первая книга об Африке, отмеченная премией Пфайзер Общества истории науки.